# Nancy Barbato
Nancy Rose Barbato (Jersey City, 25 maart 1917 – Rancho Mirage, 13 juli 2018) was de eerste echtgenote van Frank Sinatra. Met hem maakte zij het begin van zijn loopbaan als zanger en acteur mee.

## Jeugd en huwelijk

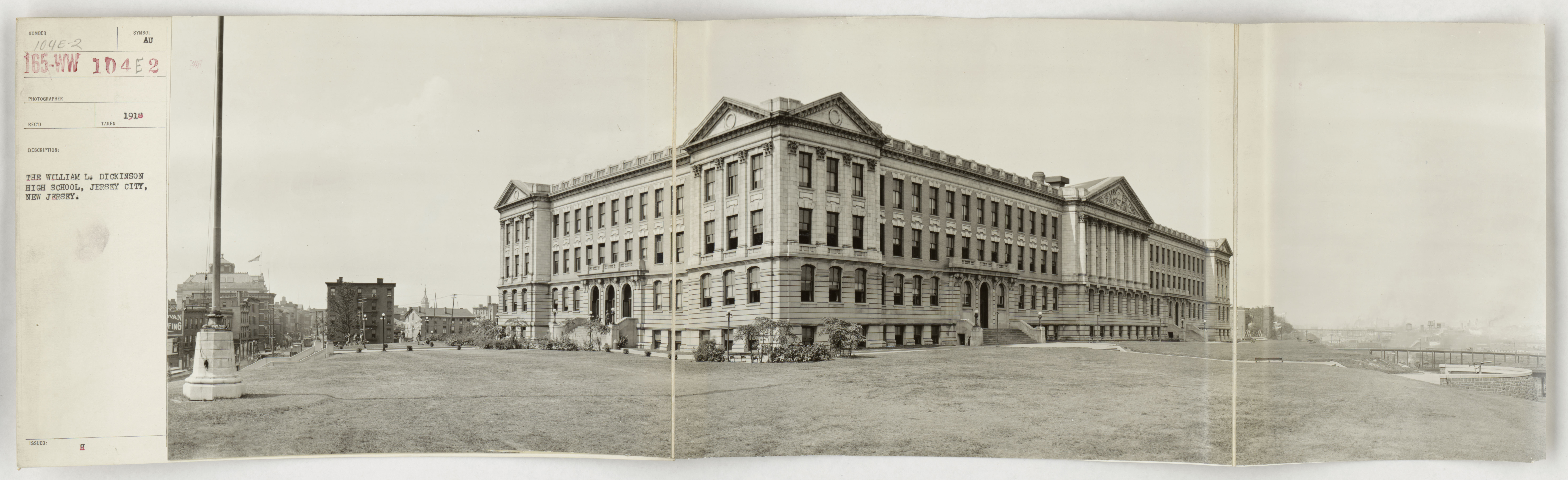
William L. Dickinson High School in 1918

Barbato werd geboren in Jersey City als een van de acht kinderen van twee Amerikanen van Italiaanse origine, de Italiaanse immigrant, stukadoor Michaelangelo Barbato en zijn vrouw Jennie Fogacci. Ze behaalde haar high school diploma op de William L. Dickinson High School in Jersey City. Tijdens een zomervakantie met haar familie in Jersey Shore ontmoette zij op zeventienjarige leeftijd de toen negentienjarige Frank Sinatra die daar ook met zijn familie was. Ze trouwden in 1939 in de Our Lady of Sorrows Church. Twee dagen na de bruiloft gingen ze beiden weer aan het werk. Sinatra als zingende ober in een restaurant en Barbato als secretaresse in een drukkerij. Ze huurden een appartement in Jersey City waar hun eerste kind, dochter Nancy Sinatra werd geboren. Hierna verhuisden ze naar Hasbrouck Heights waar zoon Frank jr. en dochter Tina Sinatra (Christina) werden geboren. De oudste twee kinderen werden later popzangers; Tina werd actrice en filmproducent.

## Werkzaamheden

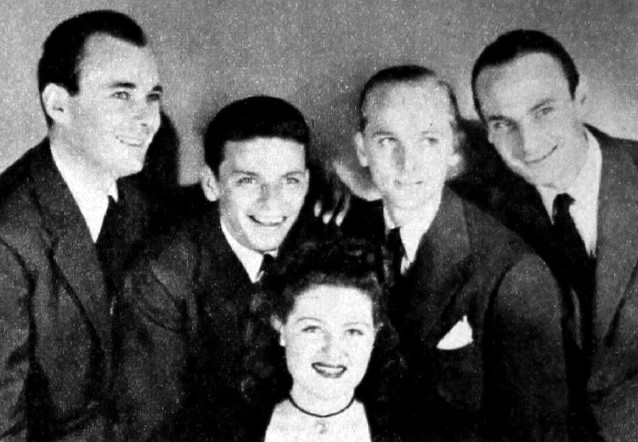
Frank Sinatra in 1939 (tweede van links) met de groep The Pied Pipers

In de eerste jaren van het huwelijk had het koppel het niet breed. Buiten haar werk zorgde Barbato voor de maaltijden en kookte vegetarische spaghetti om geld uit te sparen, naaide zelf kleding en moedigde haar man aan om een loopbaan als zanger te doen slagen. Hij trad toentertijd op met het orkest van Tommy Dorsey in een vocale groep, de Pied Pipers. Nadat hij een contract had getekend om op tournee te gaan met de bandleider Harry James vergezelde zij hem tijdens de tournees. Ze was tevens actief als rechterhand van haar man, maakte en repareerde diens vlinderdasjes, beantwoordde de fanmail die hij ontving en regelde de financiën. In de jaren veertig verhuisde ze met hem naar Californië toen hij begon aan een loopbaan als filmacteur in Hollywood.

## Scheiding

Huis van Sinatra en Barbato uit 1947 in Palm Springs

In Californië had ze te maken met de regelmatige ontrouw van haar man toen deze affaires begon met medeacteurs als Marilyn Maxwell en Lana Turner. Uiteindelijk verliet Sinatra haar voor de actrice Ava Gardner. Ze weigerde lang een scheiding, omdat ze het huwelijk te waardevol vond om op te geven. Uiteindelijk, toen het duidelijk werd dat hij niet meer terug wilde keren, stemde ze in 1951 toe in een scheiding, zodat haar man kon trouwen met zijn nieuwe geliefde. Dit deed Sinatra een week nadat de scheiding was geformaliseerd. Barbato kreeg bij de scheiding de volledige voogdij over de kinderen. Daarnaast kreeg zij ook hun huis in Los Angeles, een Cadillac en elk jaar een vast percentage van het inkomen van Sinatra.

## Verdere leven
Barbato voedde de kinderen verder op en ging studeren aan de Universiteit van Californië - Los Angeles. Tot aan het einde van het leven van Sinatra behielden de twee een goed contact. Hij bezocht haar regelmatig, er waren geregeld familiedinertjes en verjaarsfeesten en ook vakanties die ze samen doorbrachten. Tien jaar na de scheiding organiseerde ze op 12 december 1965 een groot feest ter gelegenheid van de vijftigste verjaardag van Frank Sinatra. Behalve het organiseren van sociale aangelegenheden was Barbato spaarzaam in haar publieke optredens. Ze trad op in een tv-programma en een film. In de film van haar dochter Nancy Sinatra Nancy and Lee in Las Vegas in 1975 en een jaar eerder gaf ze een interview in de talkshow van haar vriendin Dinah Shore. Ook werkte ze nog mee aan een tweedelige documentaire over het leven van haar voormalige echtgenoot in 2015, Sinatra: All or nothing at all. In tegenstelling tot haar echtgenoot die na hun huwelijk nog driemaal trouwde is Barbato nooit meer hertrouwd. Ze overleed op de leeftijd van 101 jaar.
- Gemeinsame Normdatei: 1163228672
- Virtual International Authority File: 5331153289938032770009